# کی‌جی موبیلیتی تورس
کی‌جی موبیلیتی تورس (که قبلاً سانگ‌یانگ تورس نامیده می‌شد) (کره‌ای: 쌍용 토레스) یک کراس‌اوور اس‌یووی اندازه متوسط، دو دیفرانسیل است که از سال ۲۰۲۲ توسط سانگ‌یانگ موتور تولید می‌شود. این مدل که پلت‌فرم یکسانی با کوراندو دارد، بین کوراندو و رکستون قرار گرفته‌است و دارای ظاهری ناهموار در خارج از جاده است. تورس بنزینی در ژوئن ۲۰۲۲ عرضه شد؛ در حالی که مدل باتری برقی آن با صادرات برنامه‌ریزی‌شده به اروپا در سال ۲۰۲۳ به اروپا عرضه شد.
نام این خودرو از پارک ملی تورس دل پین در پاتاگونیای شیلی، آمریکای جنوبی گرفته شده‌است.

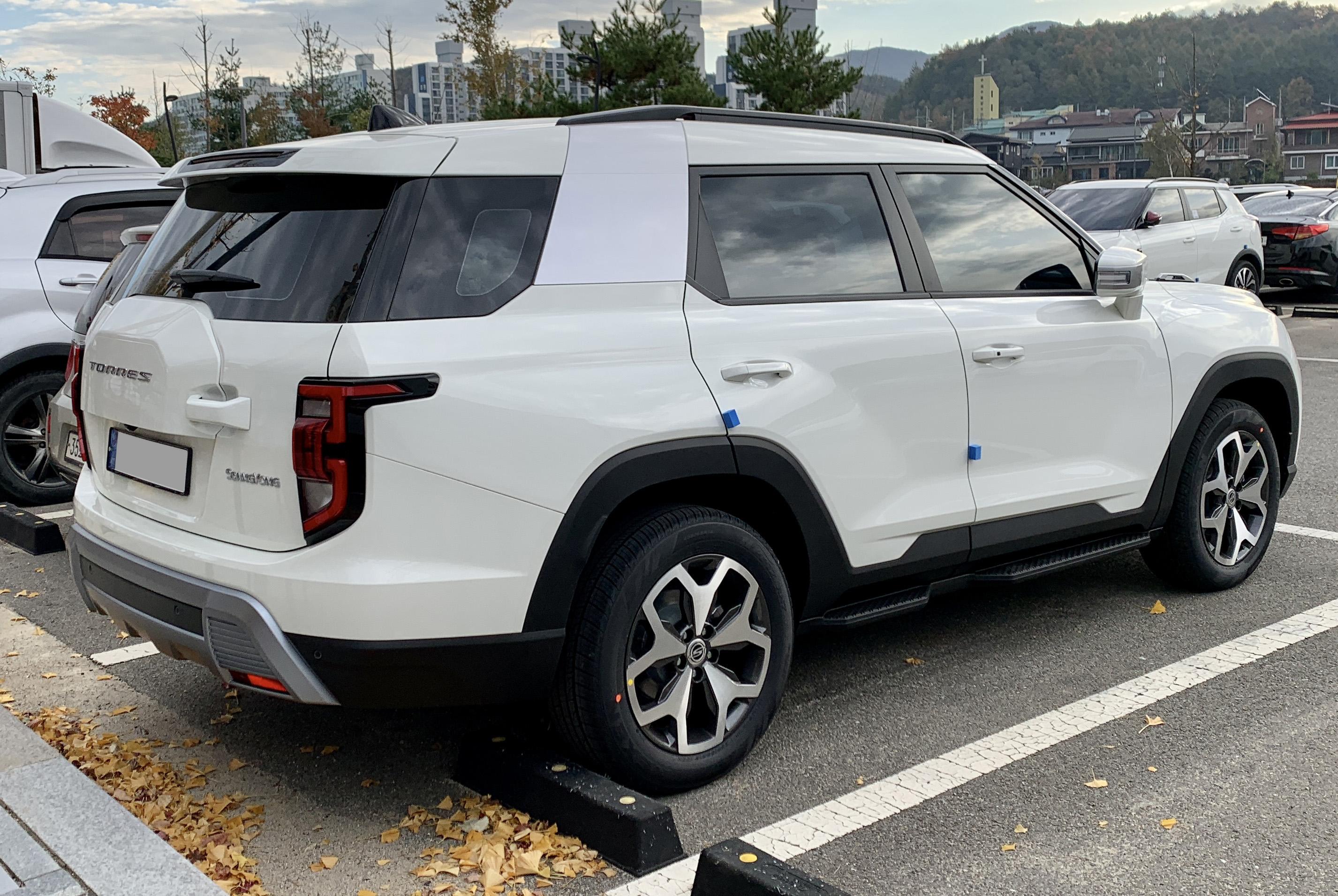
نمای عقب
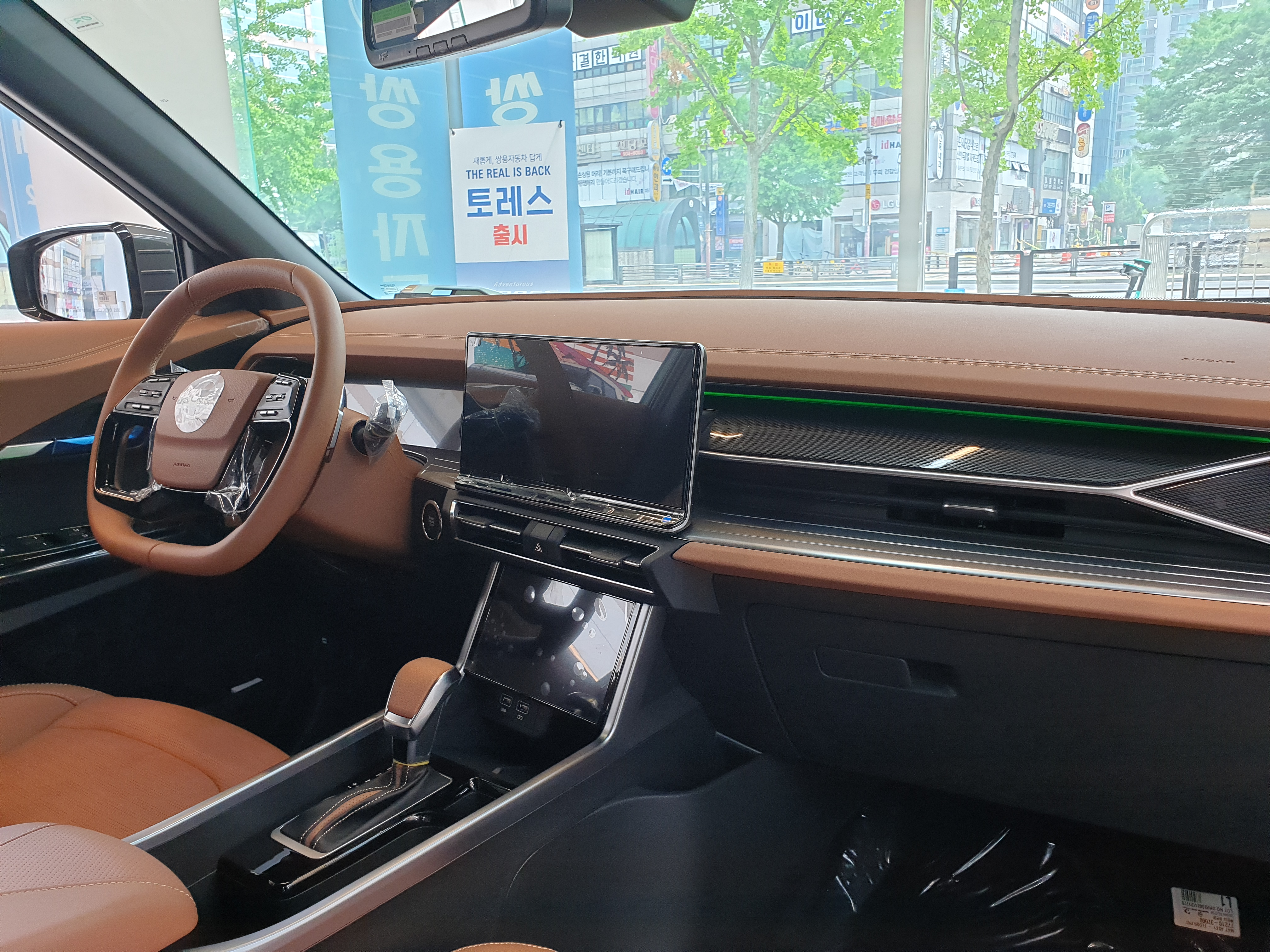
نمای داخلی

## بررسی

### تورس ئی‌وی‌ایکس
تورس ئی‌وی‌ایکس (در مدت توسعه به عنوان پروژه یو۱۰۰ شناخته می‌شد) نسخه الکتریکی تورس است که در ۳۰ مارس ۲۰۲۳ در نمایشگاه خودروی سئول و در کنار تعداد زیادی کانسپت و مدل‌های تولیدی معرفی شد و اولین محصول با برند کی‌جی پس از تغییر نام کلی سانگ‌یانگ به کی‌جی موبیلیتی بود.
این مدل به لطف نمای جلویی بازطراحی شده، که تکامل زبان طراحی «Powered by Toughness» مخصوص خودروهای الکتریکی است، با همتای خود با موتور ICE متفاوت به نظر می‌رسد. کی‌جی تورس ئی‌وی‌ایکس در داخل یک طراحی اختصاصی طرح کابین خلبان با صفحه نمایش شناور و عدم اتصال بین دسته و داشبورد دارد.

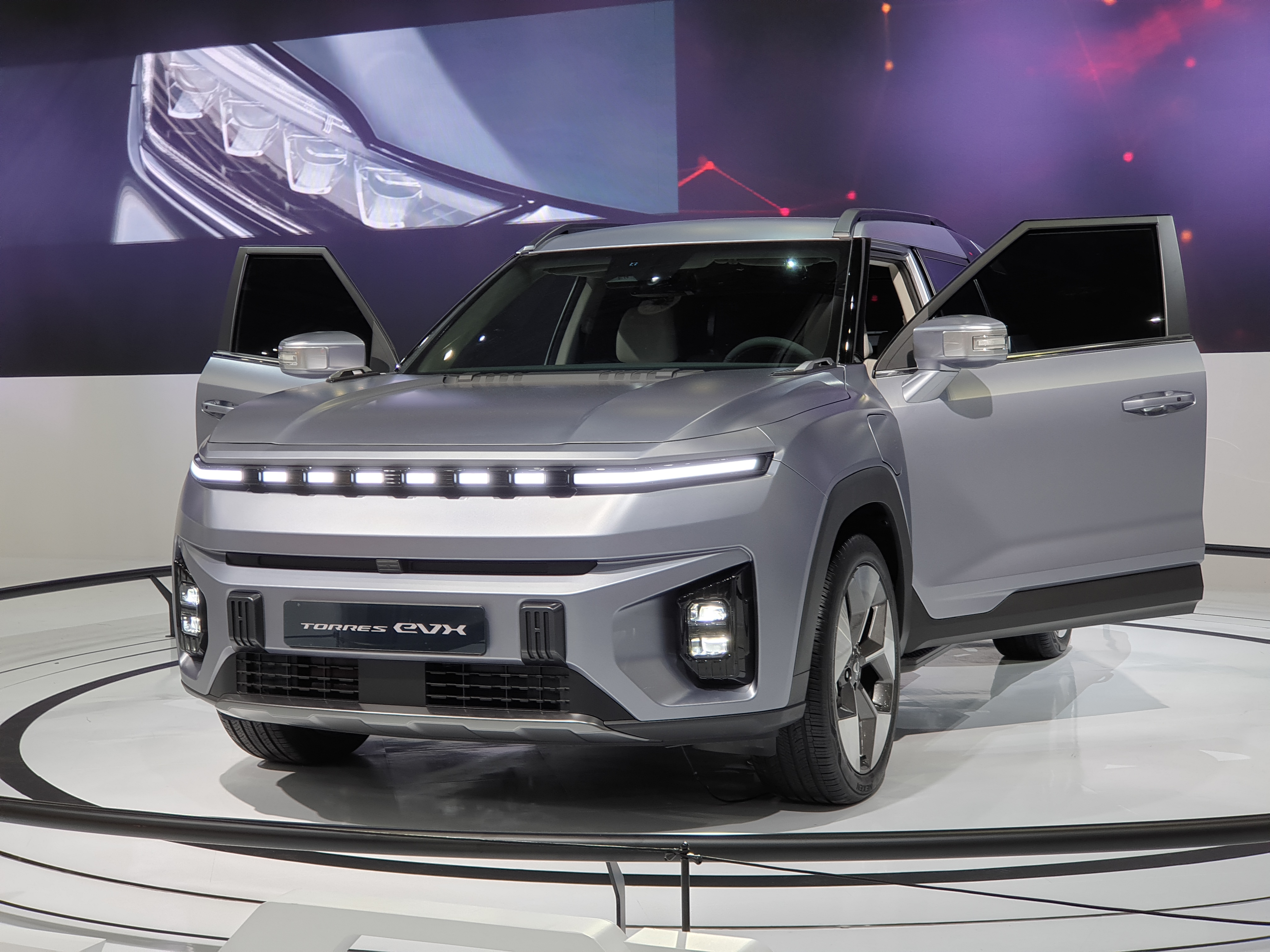
نمای جلو
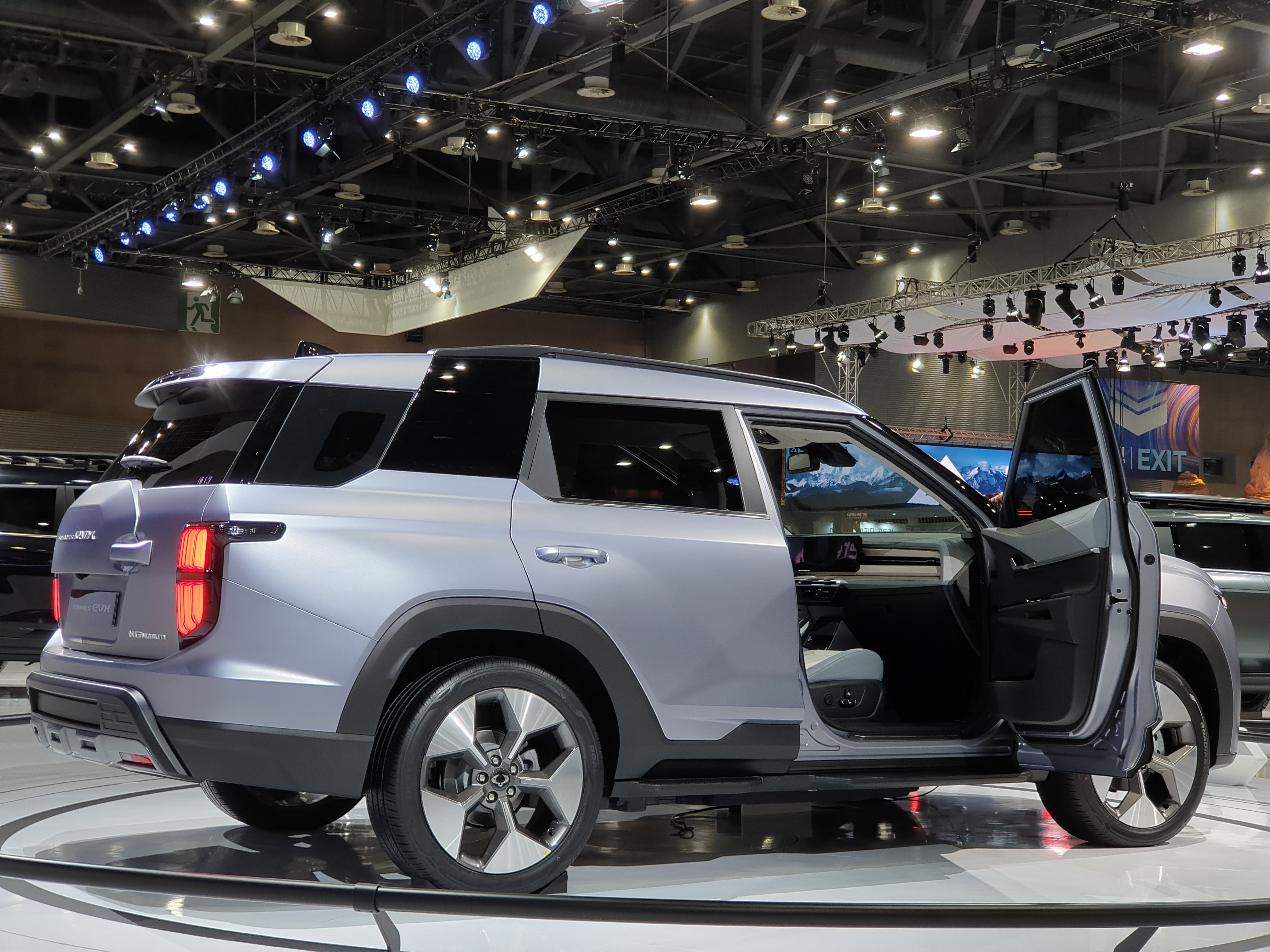
نمای عقب
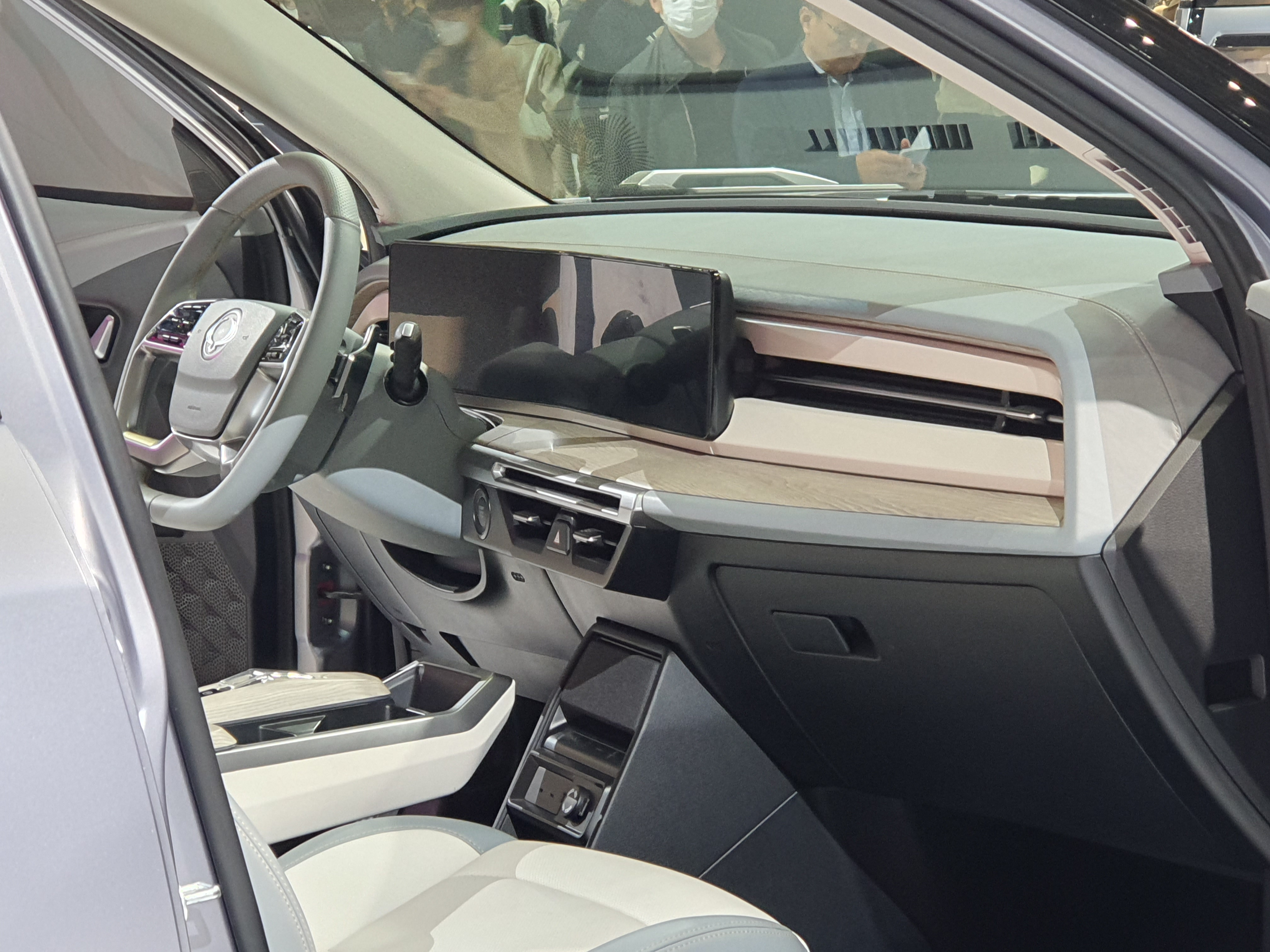
نمای داخلی

## امکانات

### رفاهی
تیپ ادونچر فول: در این تیپ امکاناتی همچون گیربکس ۳ حالته (نرمال، اسپرت، کامفورت)، پدال شیفتر، سنسور باران، برف پاک کن جلو با سنسور تنظیم سرعت، برف پاک کن عقب با سنسور زمان عملکرد، سانروف برقی دوحالته با تشخیص مانع، فرمان با روکش چرم و گرمکن، صندوق برقی هوشمند، سردکن صندلی‌های جلو، صندلی ۱۲ حالته برقی راننده، گرمکن و تهویه صندلی‌های جلو، گرمکن صندلی‌های عقب، کروز کنترل تطبیقی و محدود کننده سرعت، رینگ‌های آلیاژی ۲۰ اینچی، در صندوق برقی، رادار نقاط کور و هشدار برخورد عقب، ورود بدون کلید و استارت دکمه‌ای، آینه عقب الکتروکرومیک، تهویه اتوماتیک دو کاناله، شش اسپیکر برند کلاریون، نورپردازی داخلی، پرده آینه‌های جانبی، ترمز پارک برقی، صفحه نمایش لمسی ۱۲٫۵ اینچی و شارژر وایرلس برای تلفن‌های همراه ارائه می‌شود.

### ایمنی
- کمربند ایمنی پیش کشنده و محدودکننده در ردیف جلو
- سیستم ضد سرقت ایموبلایزر
- سیستم هشداردهنده موانع جلو و عقب
- سیستم کنترل کشش (TCS)
- سیستم کنترل پایداری (ESP)
- سیستم ترمز ضدقفل (AEBS)
- سیستم هشدار حرکت بین خطوط (LDWS)
- سیستم نگهداشتن خودرو بین خطوط (LKAS)
- سیستم نوربالا اتومات (HBA)
- سیستم تشخیص حرکت خودرو جلویی (FVSA)
- سیستم هوشمند هشدار خواب‌آلودگی راننده (DAA)
- سیستم هشدار فاصله ایمنی با خودرو جلویی (SDA)
- سیستم کروز کنترل هوشمند (ACC)
- سیستم ضد واژگونی خودرو (ARP)
- سیستم کمکی حرکت در سربالایی (HSA)
- سیستم کنترل سرعت در سرازیری (HDC)
- سیستم کنترل فشار باد تایر (TPMS)

## ایمنی خودرو
- یورو ان‌سی‌ای‌پی: ۵ ستاره
- استرالیا ان‌سی‌ای‌پی: ۵ ستاره